# Straumsnes Station
Straumsnes Station (Straumsnes stasjon) er en tidligere jernbanestation på Ofotbanen, der ligger ved bygden Straumsnes i Narvik kommune i Norge.
Stationen åbnede oprindeligt som krydsningsspor, da banen blev taget i brug 15. november 1902. 1. april 1903 blev der etableret en holdeplads, der blev opgraderet til station 1. juli 1910. Oprindeligt hed den Strømsnes, men den skiftede navn til Straumsnes i 1921. Stationen blev fjernstyret 14. juli 1963 og gjort ubemandet 1. juli 1967. Betjeningen med persontog ophørte i december 2013, men der er fortsat krydsningsspor på stedet.
Den første stationsbygning var en banevogterbolig, der blev opført til åbningen i 1902, og som senere blev udvidet. Stationen havde desuden et vandtårn, men det blev revet ned, efter at banen blev elektrificeret i 1923. Stationsbygningen brændte under kampene i forbindelse med den tyske besættelse af Norge i 1940. I 1942 blev der opført en ny stationsbygning efter tegninger af NSB Narvik distrikt.